# Liste des rues de Wasmes
 (mai 2023).
Liste des odonymes (noms de voiries et places)  de Wasmes section de la commune de Colfontaine.

## B
- rue du Bois
La rue aboutissait à l'origine au nord dans la rue Tierne Carion. Avec la création du rond-point à l'extrémité ouest de la place Saint-Pierre à la fin des années 1990/début 2000, le tracé de la rue a été corrigé et aboutit maintenant au rond-point de la place Saint-Pierre, ce nouveau tracé a été construit sur une partie de l'ancienne assiette du site propre du tramway vicinal 2 entre la place Saint-Pierre et la rue Roi Albert[1],[2].

## R
- rue Roi Albert

## S
- place Saint-Pierre